# 乾貞治
乾貞治（いぬい さだはる）は、許斐剛作の漫画作品およびそれを原作としたアニメ『テニスの王子様』、『新テニスの王子様』に登場する架空の人物である。アニメ版の声優は津田健次郎。実写映画版の俳優は荒木宏文。ミュージカル版の俳優はミュージカル・テニスの王子様/2ndシーズン/3rdシーズン/4thシーズンを参照のこと。

## プロフィール
- 学校：青春学園中等部
- 学年：3年11組2番
- 所属委員会：学園祭実行委員
- 誕生日：6月3日
- 星座：ふたご座
- 血液型：AB型
- 身長：184cm→185cm
- 体重：62kg→64kg
- 足のサイズ：28cm
- 視力（メガネ着用時）：左右1.5
- 利き腕：右
- 使用メーカー
  - ラケット：prince（グラファイト チャレンジ）
  - シューズ：PUMA（シークエンスPT0636 0067）
- プレイスタイル：サーブ&ボレーヤー[1]

### ステータス
【スピード - 2 /パワー - 3 /スタミナ - 3 / メンタル - 2 /テクニック - 4】

## 人物
青学テニス部のデータマン。分厚い眼鏡をかけている。部内ではマネージャー・参謀的立場にあり、部員の特訓メニューを作ったり、他校のデータを集めたりと多忙だが、さらにその陰で海堂薫の2.25倍のトレーニングメニューを自身もこなすなどプレイヤーとしてもかなりの努力家であり、関東大会前の校内ランキング戦では手塚国光相手に互角に渡り合ったことで、海堂に｢とんでもない野郎｣「並の努力じゃない」との感想を抱かせている。
レギュラー陣の中では手塚・不二周助に次ぐ実力の持ち主だったが、地区予選前の校内ランキング戦で越前リョーマ、海堂に敗れてレギュラーの座を明け渡し、地区予選、都大会ではチームのサポート役を務めた。その後前述の関東大会前の校内ランキング戦において手塚に敗北したものの桃城武らを破り、レギュラー復帰を果たす。
海堂のシングルスのための「ブーメランスネイク」習得を目指す特訓に協力していたが、リョーマ、手塚、不二がいる今のチームではシングルスでの出場が難しい現状から、海堂とダブルスを組むことを提案。関東大会初戦以降、2人でダブルスを組んで試合に出ることが多くなる。一方海堂からは「紛れもないシングルスプレイヤー」と目され、関東大会準決勝ではシングルス1、決勝ではシングルス3を任されている。ダブルス2敗で迎えた決勝では立海大附属「三強」の一人である柳蓮二を破り、団体戦逆転勝ちの口火を切った。しかし全国大会では4試合全てダブルスでの出場に限られ(3勝1敗)、シングルスでの出場は叶わなかった。
ランニングで遅かった者や練習試合で負けた者には、自作の怪しいドリンク（通称「乾汁」。詳細は後述）を飲ませることで練習のモチベーションを高めているが、アニメでは関東大会の準々決勝・城成湘南戦で田中洋平・浩平とのD2において最初の4ゲームを落としながら5ゲーム続けて取り返し、あと1ゲームで大逆転勝利という段階で誤って桃城にまだ調合の最中だという乾汁を飲ませて棄権負けに追い込み、その後かわむらすしでの関東大会準決勝進出（全国大会出場）による祝勝会で、負けた罰ゲームとして桃城と共に山葵寿司を食べる羽目になった。
初期の頃から得意とする技は長身を活かした「高速サーブ」。全国大会の氷帝戦で212km/hの超高速サーブ「ウォーターフォール」を披露、一時は大会最速をマークした。普段はデータを駆使して相手の打球やコースを予測してプレーする冷静かつ緻密なテニスを展開するが、データの通用しない相手に対しては、データを捨てて気迫のあるテニスに変貌する。
前述の通り関東大会決勝で対決している柳とは幼馴染みであり、柳が引っ越すまではダブルスを組んでいた。
『新-』では、U-17日本代表合宿に参加。脱落を賭けたタイブレークマッチでは観月と対戦予定であったが、新作の乾汁で腹痛を起こし棄権。その後、崖の上のコートでの特訓を経て、「革命軍」として2番コートに所属。1軍の三津谷と柳の対戦を見学するが体力の限界だった柳に試合を託され、そのまま柳のゲームを引き継いだ。その後、1軍No.17のバッジを取得するが、柳を担いで中央コートに帰ってきたとき柳にNo.17のバッジを託していた。
W杯中学生日本代表には選ばれていないがサポーターとして柳と共に同行している。

## 得意技
データテニス
相手の行動を分析し、無駄のない試合を構成する戦術。初対決の場合、相手のマッチゲームまで分析することもある。
高速サーブ
長身から繰り出される速いサーブ。その後、重りをつけたリストバンドを外すことで速度が格段に上がった「超高速サーブ」を披露。
ウォーターフォール
最速212km/mの超高速サーブ。

## 乾汁
乾汁（いぬいじる）は、乾がトレーニング時の栄養補給として製作したオリジナルのドリンク類。ただし味が常軌を逸したマズさのため、作中では専ら罰ゲームに使われる。乾汁を飲んだ者のほとんどが悶絶および卒倒しているが、他人と違う味覚を持つ不二だけは平気で飲む（ただし青酢以降は不二も倒れた）。アニメではここで紹介した以外にも様々な乾汁が登場する。
乾特製野菜汁
初登場：青学レギュラーメンバーの練習・ラリー対決（6巻）
効能：スポーツ後の体力回復・肝臓・胃腸の機能回復
材料：ピーマン、キャベツ、ほうれん草など。
特徴：この時点では単なる野菜ジュースだが、作中の表現によると「どんより」している。
ペナル茶（ペナルティー）
初登場：青学の練習前のグラウンドランニング（10巻）
効能：スポーツ後の体力回復・美容・便秘解消
材料：トマト、パプリカ、ニンジン、タバスコ、七味唐辛子など。
特徴：赤くドロリとした液体。
超スペシャルゴールデンパワーリミックス乾汁
初登場：18巻
効能：鉄分・ビタミン・カルシウム・タンパク質配合
特徴：乾曰く「試作品」との事で、これを盗んだ銀華中は自身らの特製ドリンクと混ぜて、銀華三昧（ぎんかざんまい）を作るも飲んだ全員が食中毒で搬送された。
青酢（あおず）
初登場：『ボウリングの王子様』（18巻）
効能：スポーツ後の肉体疲労回復・風邪の予防・美肌効果。及び青色による鎮静効果。
材料：ブルーハワイ（かき氷のシロップ）、酢、レモン汁など
特徴：自然界に存在しない青色をしたドリンク。ミニコップ一杯ですら、飲んだ者を卒倒させる。
イワシ水
初登場：『ビーチバレー好きのお年寄り』（28巻）
効能：学力向上
特徴: イワシを絞った水。
粉悪秘胃（コーヒー）
初登場：『焼肉の王子様』（39巻）
効能：眠気覚まし
材料：インスタントコーヒー、アセロラドリンク
特徴:コーヒー30杯分のカフェインとメロン30個のビタミンCが入っている。飲んだ跡部は一度気絶しかけるも意識を取り戻した。
甲羅（コーラ）
初登場：『焼肉の王子様』（39巻）
効能：美肌効果
材料：スッポンの生き血、スッポンの甲羅
見かけは普通のコーラであり飲んだリョーマは卒倒するも、一緒に飲んでた黒羽と白石は上半身裸になっており、元気になっていた。
乾特製ダレ
初登場：『焼肉の王子様』（39巻）
効能：肉の旨味向上

## キャラクターソング

### シングル
|     | 発売日        | タイトル          | 規格品番   |
| --- | ------------- | ----------------- | ---------- |
| 1st | 2002年8月7日  | YOU GET POWER     | NECM-11004 |
| 2nd | 2004年7月28日 | DISTANCE          | NECM-10007 |
| 3rd | 2016年6月1日  | Invisible Bandage | NECM-10240 |

### アルバム
|     | 発売日       | タイトル | 規格品番   |
| --- | ------------ | -------- | ---------- |
| 1st | 2005年6月3日 | E=mc2    | NECA-30134 |

## 参考
1. ↑  『公式ファンブック テニスの王子様10.5』、『公式ファンブック テニスの王子様20.5』、『公式ファンブック テニスの王子様40.5』をそれぞれ参照。
2. ↑  『新テニスの王子様』10.5巻参照。
3. ↑  『テニスの王子様』20.5巻参照。